# 操作定义

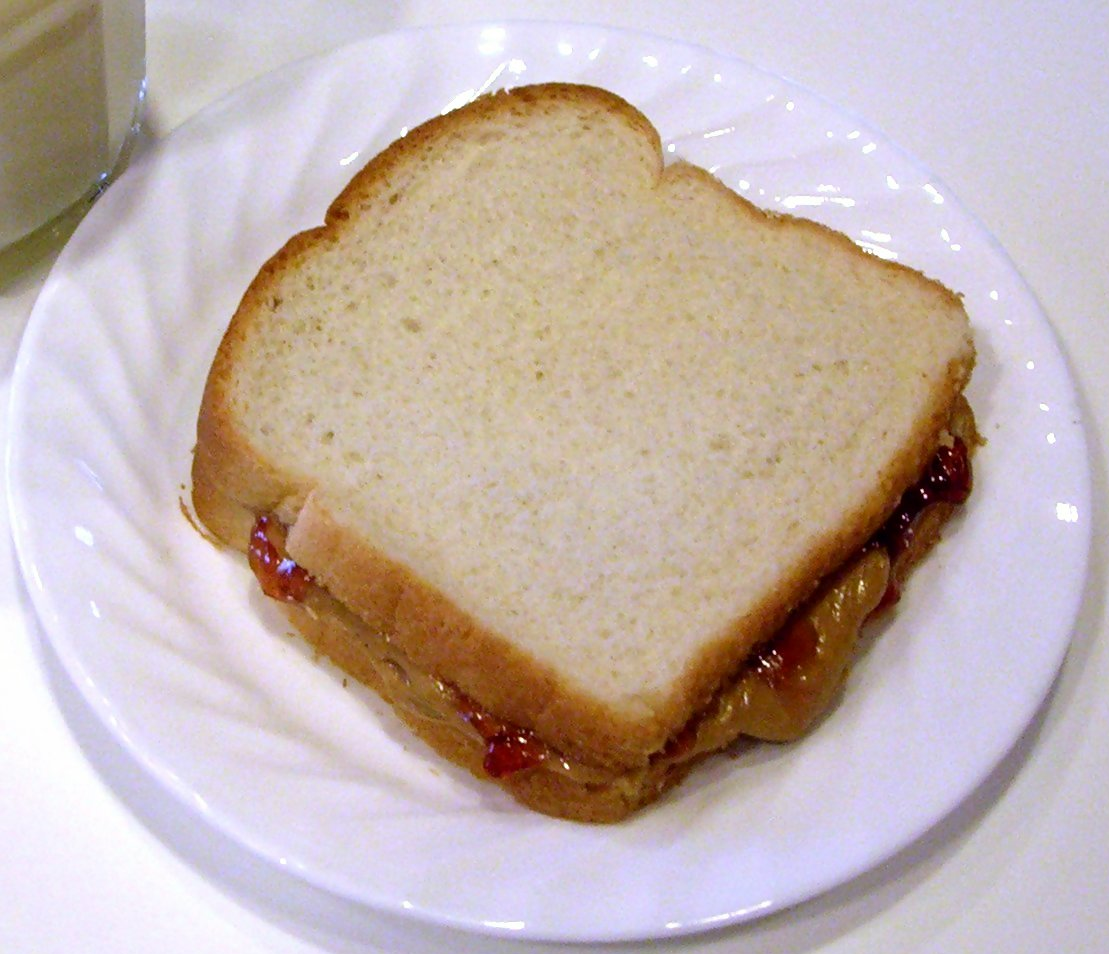
「花生果醬三明治」的操作性定义是「使用抹刀先将花生醬塗抹到一片麵包上，再将果醬塗抹在花生醬上，最後蓋上另一片厚度相同的麵包後所得到的成果。」

操作定义（英語：operational definition），又称为操作型定义，是指将一些事物如变量、术语与客体等以某种操作或观测的方式表示出来，其强调确立“事物特征”时所采纳的流程、过程或测试与检验方式，而与概念型定义相区别。在科学探讨中，常需要针对某一“事象特质”作描述，而使用操作型定义；举个例子，「花生果醬三明治」的操作性定义是「使用抹刀先将花生醬塗抹到一片麵包上，再将果醬塗抹在花生醬上，最後蓋上另一片厚度相同的麵包後所得到的成果。」
科學選擇研究項目時，所用的原則是操作定義，屬於操作定義才是科學可研究的範圍，非操作定義則不在研究範圍之內。 所謂「操作定義」，是定義中包含有測量方法；如果定義中不含測量方法，就不是操作定義。 比如「長度」的定義包含以公里、公尺、公分等為單位，和用尺做工具來測量長度的數量；「時間」的定義包含以年、月、日、時、分、秒等為單位，和用鐘錶做工具，來測量時間的數量，所以「長度」和「時間」都是操作定義。此外，「美」和「神聖」的定義沒有包含單位和測量的方法，「人命值多少」的定義中也沒有大家共同接受的測量方法，所以「美」、「神聖」和「人命值多少」不是操作定義，因此不在科學研究之列。 在操作定義的影響之下，使得科學非常實際，遠離虛無縹緲的戲論。

## 質量的操作定義
艾薩克·牛頓定義質量為物體內部所含有的物質數量。這句話相當合理。但是，他接著表示，這物質數量，可以從物體的密度與體積乘積求得。德國物理學者恩斯特·馬赫嚴厲批評這句話觸犯了循環推理，因為密度是質量每單位體積。嚴謹地思考，牛頓的定義並沒有提到怎樣實際得到物質數量。對於同類的物體，這問題並不困難，只要設定某參考物體S的質量為標準質量，那麼，兩個物體S的質量必定是這標準質量的兩倍。對於不同類的物體，就比較複雜，假設這參考物體是一塊銀磚，那麼，某塊金磚的質量為何？是否要做原子分析？藉著牛頓第二定律，操作定義嘗試從實際測量的方法，給出物體的質量。通過這種方法定義的質量，稱為慣性質量。當施加外力於某物體時，慣性質量衡量這物體對於運動狀態改變的抗拒。
根據牛頓第二定律，在任何瞬間，物體遵循方程式 {\displaystyle F=ma} 。這方程式可以解釋質量與慣性之間的關係。假設分別施加相同的外力於兩個質量不同的物體，則質量較大的物體的加速度較小，而質量較小的物體的加速度較大。因此，質量較大的物體在響應外力的作用時，對於改變其運動狀態表現出較強的「抗拒性」。
然而，怎樣才能製造出相同的力？有很多方法可以解決這問題。例如，應用彈簧的物理性質，就可以解決這問題。當彈簧被壓縮時，它會因為傾向於回復原狀而產生彈力。兩個同樣的彈簧，假若被壓縮同樣的距離，則其各自產生的彈力必定相等，不論彈力的大小為何。因此，將兩個物體，分別安裝在這彈簧的末端，就可以確保這兩個物體都感受到相等的力。假設這質量分別為 {\displaystyle m_{A}} 、 {\displaystyle m_{B}} 的兩個物體A、B，由於感受到力 {\displaystyle F} ，加速度分別為 {\displaystyle a_{A}} 、 {\displaystyle a_{B}} ，則
{\displaystyle F=m_{A}a_{A}=m_{B}a_{B}} 。
因此，可以從 {\displaystyle m_{A}} 計算出 {\displaystyle m_{B}} ：
{\displaystyle m_{B}={\frac {a_{A}}{a_{B}}}m_{A}} 。
按照這公式，選擇一個參考物體A，定義它的質量為（譬如说）1千克。然後，通過測量與參考物體感受到同樣大小的力而產生的加速度，就可以計算出任何其它物體B的質量。:87

## 力的操作定義
古斯塔夫·基爾霍夫主張定義外力為質量與加速度的乘積。按照這方法，第二定律只是一個定義式，而不是自然法則。實際而言，這方法沒有將大自然裏各種各樣的力納入考量，它忽略了每一種力的獨特性。為了要顯示出這獨特性，可以採用操作定義的方法來給出定義。
兩個同樣的彈簧，假若被壓縮同樣的距離，則其各自產生的彈力必定相等。將這兩個彈簧並聯，可以製成兩倍的彈力。將一物體的兩邊分別連接這兩個彈簧的末端，使彈力方向相反，則作用於物體的淨力為零，物體會保持靜止狀態。應用這些結果，設定標準單位力為某彈簧壓縮某距離所產生的彈力，就可以製成任意標準單位力倍數的彈力。這可以用來做測量實驗，比較任意彈力，給予任意彈力測量值。這方法也可以給予任意萬有引力、地球引力測量值。
假設一個彈簧被壓縮一段距離，則經過上述測量實驗，可以得知，安裝在這彈簧末端的物體，會感受到的彈力 {\displaystyle F_{s}} 為
{\displaystyle F_{s}=-kx} ；
其中，{\displaystyle k} 是彈簧常數，{\displaystyle x} 是壓縮距離。
假設質量分別為 {\displaystyle m_{A}} 、 {\displaystyle m_{B}} 的兩個物體A、B之間的距離為 {\displaystyle r} ，則經過上述測量實驗，可以得知，物體B施加於物體A的萬有引力 {\displaystyle F_{G}} 為
{\displaystyle F_{G}=-G{\frac {m_{A}m_{B}}{r^{2}}}} ；
其中，{\displaystyle G} 是萬有引力常數。
假設在地球表面有一質量為 {\displaystyle m} 的物體，則經過上述測量實驗，可以得知這物體感受到的地球引力 {\displaystyle F_{g}} 為
{\displaystyle F_{g}=mg} ；
其中，{\displaystyle g} 是重力加速度。